# Gare de Liesle
Gare de Liesle vasútállomás Franciaországban, Liesle településen.

## Vasútvonalak
Az állomást az alábbi vasútvonalak érintik:
- Franois–Arc-et-Senans-vasútvonal

## Kapcsolódó állomások
A vasútállomáshoz az alábbi állomások vannak a legközelebb:
- Gare de Byans
- Gare d’Arc-et-Senans